# Meinertomyia ovalis
Meinertomyia ovalis är en tvåvingeart som först beskrevs av Grover 1961.  Meinertomyia ovalis ingår i släktet Meinertomyia och familjen gallmyggor. Inga underarter finns listade i Catalogue of Life.